# Ivo Bazzechi

Timbro dello studio fotografico di Ivo Bazzechi

Ivo Bazzechi (Arezzo, 1920 – Firenze, 1975) è stato un fotografo italiano.

## Biografia
Ivo Bazzechi nacque ad Arezzo e si formò come fotografo presso il locale Studio Tecchi. Dopo la fine della guerra, trasferitosi a Firenze, iniziò a lavorare per lo Studio Locchi, che aveva sede nel capoluogo toscano in Piazza Vittorio, oggi Piazza della Repubblica.
Nei primi anni Cinquanta decise di aprire una propria attività, lo Studio fotografico Bazzechi, a Firenze, in Via Guicciardini, dove ebbe sede definitiva. Alla sua morte improvvisa, in seguito ad un incidente stradale, l'attività fu proseguita dal figlio Andrea, anch'egli fotografo (e pittore).
Il soggetto principale delle sue foto fu Firenze, con i suoi musei, i suoi palazzi, la sua arte. Eseguì infatti fotografia editoriale di arte e di architettura, lavorò per alcuni musei fiorentini, collaborò con critici d'arte, con le sovrintendenze di Arezzo e Firenze, con l'Ente del Turismo e con il Kunsthistorisches Institut in Florenz. In modo particolare si deve a Bazzechi l'imponente campagna fotografica realizzata per la mostra "Firenze restaura", tenuta nel 1972 alla Fortezza da Basso, che raccoglieva le principali opere d'arte restaurate all'indomani dell'alluvione di Firenze del 1966 e la documentazione del loro restauro, portando all'attenzione del grande pubblico una disciplina specialistica, fino ad allora considerata per pochi addetti ai lavori. 

## L'archivio fotografico
Una parte dell'archivio fotografico di Bazzechi e del suo studio, relativa all'architettura e alla scultura di Firenze e databile fra gli anni Cinquanta e gli anni Settanta del Novecento, è stata acquisita dalla biblioteca del Kunsthistorisches Institut in Florenz nel 1975, alla morte dell'autore. La sezione forse più famosa di questo fondo è quella che raccoglie gli scatti drammatici realizzati da Bazzechi durante l'alluvione di Firenze del 1966 e nei giorni immediatamente successivi.
Un'altra sezione del suo archivio è quella delle foto realizzate da Bazzechi fra il 1955 e il 1971 a documentazione delle collezioni museali e degli allestimenti delle sale dell'Istituto e Museo di storia della scienza di Firenze, oggi Museo Galileo, e delle attività di studio e ricerca che vi venivano condotte. Molte di queste fotografie furono pubblicate all'interno dei volumi e dei cataloghi curati dell'Istituto e a corredo dei saggi di Andrea Corsini, primo direttore del museo, e di Maria Luisa Righini Bonelli, che gli succedette nel 1961. Tali fotografie, per un totale di circa 3.550 scatti fra negativi su vetro, negativi su pellicola e stampe, sono state donate al Museo Galileo dal figlio Andrea negli anni Cinquanta del Novecento.

Foto di Ivo Bazzechi del Palazzo Castellani a Firenze, attuale sede del Museo Galileo.